# Грейсон (округ, Виргиния)
Округ Грейсон (англ. Grayson County) располагается в США, штате Виргиния. По состоянию на 2010 год, численность населения составляла 15 533 человек. Получил своё название в честь американского политика Уильяма Грейсона (William Grayson).

## География
По данным Бюро переписи США, общая площадь округа равняется 1155 км², из которых 1145 км² суша и 10 км² или 0,8% это водоёмы.

### Соседние округа
- Джонсон (Теннесси) — юго-запад
- Вашингтон (Виргиния) — запад
- Смит (Виргиния) — северо-запад
- Уайз (Виргиния) — северо-восток
- Аш (Северная Каролина) — юг
- Аллегейни (Северная Каролина) — юг
- Сарри (Северная Каролина) — юг-восток
- независимый город Гейлакс — восток
- Карролл (Виргиния) — восток

## Демография
По данным переписи населения 2000 года в округе проживает 17 917 жителей в составе 7 259 домашних хозяйств и 5 088 семей. Плотность населения составляет 16 человек на км². На территории округа насчитывается 9 123 жилых строений, при плотности застройки 8 строений на км². Расовый состав населения: белые - 91,70%, афроамериканцы - 6,79%, коренные американцы (индейцы) - 0,12%, азиаты - 0,07%, гавайцы - 0,03%, представители других рас - 0,70%, представители двух или более рас - 0,60%. Испаноязычные составляли 1,55% населения.
В составе 26,40% из общего числа домашних хозяйств проживают дети в возрасте до 18 лет, 57,60% домашних хозяйств представляют собой супружеские пары проживающие вместе, 8,50% домашних хозяйств представляют собой одиноких женщин без супруга, 29,90% домашних хозяйств не имеют отношения к семьям, 26,80% домашних хозяйств состоят из одного человека, 12,90% домашних хозяйств состоят из престарелых (65 лет и старше), проживающих в одиночестве. Средний размер домашнего хозяйства составляет 2,31 человека, и средний размер семьи 2,77 человека. 
Возрастной состав округа: 19,50% моложе 18 лет, 7,60% от 18 до 24, 29,80% от 25 до 44, 26,20% от 45 до 64 и 16,90% от 65 и старше. Средний возраст жителя округа 40 лет. На каждые 100 женщин приходится 107,70 мужчин. На каждые 100 женщин старше 18 лет приходится 109,70 мужчин. 
Средний доход на домохозяйство в округе составлял 28 676 USD, на семью — 35 076 USD. Среднестатистический заработок мужчины был 24 126 USD против 17 856 USD для женщины. Доход на душу населения составлял 16 768 USD. Около 10,00% семей и 13,60% общего населения находились ниже черты бедности, в том числе - 18,80% молодежи (тех кому ещё не исполнилось 18 лет) и 16,30% тех кому было уже больше 65 лет.